# イネ (ウェセックス王)
イネ（Ine, 古英語：INE CENREDING VVESTSEAXNA CYNING, 羅: INE REX SAXONVM OCCIDENTALIVM）とは、西サクソン人の王で、後世にウェセックスの王として列せられた人物（在位：688年 - 726年）。
イネの時代は前王キャドワラの時代と異なり、南方に領土を大幅に拡張した前王が残した領土を維持する事が叶わず、それまで支配下に置いていたケント、サセックス、エセックスの領土を失った。しかしながらイネは、現在で言うハンプシャー地方の支配下を維持、前王キャドワラが東に向かっていたのに対し、領土拡張を西方の半島部に求め、これを併合し支配下にした。
むしろイネの業績は694年に記した成文法で知られている。この法はケント王国を除くアングロサクソン社会で公布された最初の成文法として知られ、現在において当時のアングロサクソン社会を知る手がかりとなっており、イネが洗礼を受けていた事もここに明らかになっている。また交易もイネの時代には大幅に増え、この時代ハムウィッチ（Hamwic - 現サウザンプトン）が重要な都市となった。現時点ではイネの名前のものは発見されてはいないが、恐らくはこの時代にウェセックスで初めて貨幣の造幣が始められたと考えられている。
イネは726年に退位、自らの王国を「若い者たち」に託してローマへと赴いたと伝記学者ベーダ・ヴェネラビリスの残した言葉に記されている。

## 出自
それ以前のものとなると文献によっては若干の差異が見られるものの、イネはチェンレッドの息子であり、その父チェンレッドはチェオルワルドの息子という事では当時の文献は一致している。イネの兄弟はインジルドと姉妹クスブルガとクウェンブルホ（ノーサンブリア王アルドフリスの妻）が2人おり、イネ本人はウェセックスの王女エセルブルフを妻とした。ベーダ・ヴェネラビリスによればイネは「高貴な血統」、すなわちゲウィセと呼ばれる西サクソン発祥の部族の血統の出自とされている。
イネに関する系譜の資料は2つ、『アングロサクソン年代記』と『西サクソン王族系譜目録』がある。アングロサクソン年代記は9世紀後半、恐らくはアルフレッド大王の頃に編纂され、この一部に西サクソンの王の系譜が含まれている。しかしながら年代記の記載はしばしば系譜目録と矛盾している。
イネの前にウェセックスを統治していたのはキャドワラであったが、キリスト教に帰依し、688年に洗礼のためにローマへと発ったこの王からどのような経緯を至ってイネに王位が譲られたかに関してはいささか不明瞭な点がある。西サクソン王族系譜目録によると、イネの統治は37年、退位は726年とされる。これから689年の時点では彼の王座に上っていない事になる。この事からキャドワラの退位からイネの登位までには不安定な時期があった可能性が挙げられる。イネが一時父チェンレッドのもとで統治していた可能性もあるが、このような共同王位の証拠は乏しく、むしろこの時期より遠くない頃から単独のウェセックスの統治者の副王として統治していた証拠の方が強い。法令にはイネが父の助力を受けていた事が書かれており、記録にある下賜された土地からイネが王位に就いてからも父チェンレッドが統治していた事が判明している。

## 統治

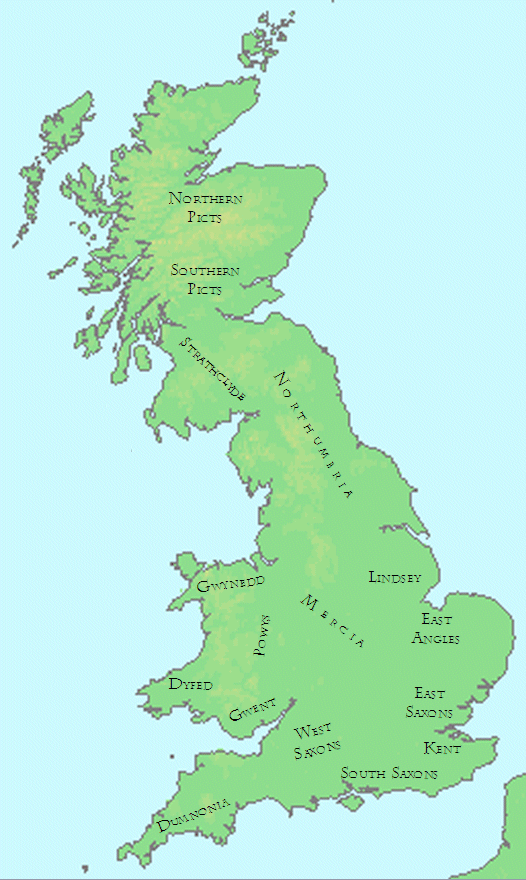
7世紀後半ヘプターキー時代のイングランド

イネの統治初期に起こした西サクソン領の拡大はよく知られている。テムズ渓谷上流地域はゲウィセ古来からの土地であったが、キャドワラの治世には川の以北地域はマーシアに奪われていた。西部に目を向けると、古くは100年前のチェウリンの時代にはブリストル海峡にまで勢力を延ばしていた事が分かっている。以来西サクソンはブリトン人の勢力、ドゥムノニア（現在のおおよそデヴォンとコーンウォールに相当する地域）との境界に圧力をかけ、南西の半島部に勢力を伸ばしていた。東には東サクソン人の勢力があり、現在のロンドンとサリー地方を支配していた。南東はワイト島の東岸を境として南サクソン人の支配地があり、その向こうにはケント王国が控えていた。イネの前王であるキャドワラはこの国々を制服、自らをその国々の宗主としたが、マーシアにテムズ川上流域が侵略されるのを防ぐ事ができなかった。
イネはワイト島を奪還、ドゥムノニアを攻勢し圧迫したが、イネの統治晩年にはキャドワラが得た全ての地域、すなわちサセックス、サリー、ケントは失った。

### ケント
キャドワラの時代、西サクソンはケントを制服しキャドワラの兄弟ムルをケント王に就かせて間接統治していたが、687年の反乱でムルは殺害されていた。その後イネはケント人と694年に和平を結んでいる。時のケント王はウィフトレッドの頃であり、彼は殺されたムルの死に対する多額な賠償を支払ったと言う。その賠償とはどのようなものであったかは分かってはいないが、アングロサクソン年代記の写本のほとんどは「30000」とだけ書かれてあり、一部の写本では30,000ポンドと明確に書かれている。この「ポンド」が当時の貨幣と同じ価値とするならば、この額は王に相当する地位の人間の賠償金と同額に相当する事になる。

### サセックス
前王キャドワラが686年支配下に置いてからイネの時代に変わっても当初イネはサセックスを支配しており、サセックス王ノトヘルムの名で書かれた692年の勅書の中で（恐らくは婚姻を通じての話ではあるが）イネの名前が親族として取り上げられている。また710年にノトヘルムがイネと西方ドゥムノニアへの遠征に赴いている事から未だサセックスは西サクソン人の支配下にあった事が窺える。
しかしながらベーダの言では、イネはサセックスを「数年の間」支配していたと言う。722年サリー、サセックスにエアルドベルドという者が亡命、結果イネがサセックスに侵攻、しかしながらその3年後に今度はそのエアルドベルドを殺すために再びイネが遠征する事になっている。この時点までにはサセックスは西サクソンからの支配を抜けていたものと考えられているまた、ここで登場しているエアルドベルドはイネの息子、ないしイネの兄弟インジルドの息子ではないかと推測されている。

### サリー
サリー地方はアングロサクソン時代を通じて一度も独立した勢力が成り立った事はなかったが、イネの時代より前はサリーの支配者はケント、マーシア、エセックス、ウェセックスと渡り歩き安定していなかった。当時のエセックスはロンドンを支配下に置いており、このロンドンの司教区の支配する地域にサリーも含まれていた。この事はこの地域を巡ってイネと東サクソン人、数々のマーシア王との間で軋轢があったと考えられ、705年にサリー地方がウィンチェスター司教区に編入されるまでその軋轢が続いたものと考えられている。
イネが当初サリーを支配下に置いていたという証拠は彼の法がこの地域に公布されていた事から分かり、この法でロンドン司教のエオルチェンワルドを「我が司教」と言及している事から窺える。
しかしながら、その後イネはサリーを失う。704年ないし705年に書かれたロンドン司教ウェルドヘレからカンタベリー司教ベルトワルドへの手紙にその事を間接的に説明している箇所が見受けられる。その手紙でウェルドヘレは「争いと不協和」が「西サクソン人の王と我が地の王たちとの間に」起こっていると言及され、ブレンドフォードにてこの問題を解決するために話し合いが行われる予定であったらしい。このウェルドヘレの言う「我が地の王たち」とは エセックス王シジェエルドと同じく共同統治している王スウェフレドの事であり、この問題の原因とは東サクソンが西サクソンから追放された者たちの受け入れを拒絶している事からであった。イネは東サクソンとは和議を結んでいたが、追放者された者を追い返すという条件の下であった。
上記の点で注意すべき事は
- サリーを含むロンドン司教区を支配するロンドン司教ウェルドヘレが東サクソン王を「我が地の王」と呼ぶ。
- 我々の王たち（＝東サクソン）は西サクソンからの追放者を拒絶している。

という事はこの手紙が書かれた704年ないし705年の時点でサリー地方の支配権は西サクソンの手から離れていた事になる。

### ドゥムノニア
アングロサクソン年代記によると、710年にイネとノトヘルムはジェラントと戦ったとされる。後世の記録として12世紀の修道士ウースターのジョンはこの戦いでジェラントは殺されたと書き記している。このイネの進撃によって西サクソンは現在で言うデヴォンの支配を手にする事ができ、新たにドゥムノニアとの境がタマー川となった。10世紀の書物「カンブリア年代記によると、722年にブリトン人がヘヒルの戦いにて敵を打ち負かしたと書かれている。ここで書かれている「敵」とはイネの勢力の事を指しているが、その戦いの場所は定かになっていない。現在の研究では戦場はデヴォンかコーンウォールのどこかであろうと考えられている。

### マーシア
715年、イネはマーシア王チェオルレッドとウォーデンズバロウ(Woden's Barrow)にて戦った事が分かっているが、勝敗は分かってはいない。この場所は現在ではウィルトシャーのアルトン修道院付近にあるアダムズグレイブ(Adam's Grave)と呼ばれている。テムズ川流域はもともと西サクソン父祖伝来の地でありながらマーシアに奪われ失地となっていたが、イネの時代にある程度の失地回復が見受けられている。流域北部は回復できていなかった可能性があるが、南部流域は奪回し支配下に置いていた事は分かっており、実際に687年の勅書において彼はストリートレイの教会にテムズ川流域のバジルトン付近の土地の寄進を行っている。

### 王族内の軋轢
アングロサクソン年代記によると、721年イネはキュネウルフ(Cynewulf)という者を誅したと伝えられるが、この者がどのような素性かは知られてはいない。しかしながらその名からウェセックスの王族につながるものではないかと推測されている。王族間での軋轢がその後すぐに現れている。年代記の722年にイネの妃エゼルブルグ(Æthelburg)がタウントンを破壊、この都市はイネの統治したばかりの頃に築いたものであった。

## 国内統治
イネの統治で見られる事はまずエアルドルマンの官職があり、それがウェセックスの各州に配置された事が挙げられる。無論従来のウェセックス国内の慣習が影響を及ぼしてはいると考えうるものの、イネの時代になって現在のハンプシャー、ウィルトシャー、サマーセット、デヴォン、ドーセットに行政区分された可能性がある。またこのような区分けがウェセックスの各州に王族の一員が赴任され始めた事から始まった事から発している可能性も指摘されている。
710年、イネの統治の中期に相当する時期、交易の中心地としてアイチェン川西岸（現在ではサウザンプトンの一部区域）にハムウィッチ(Hamwic)が建設された。この地でガラスの器、動物の骨が見つけられている事から積極的な交易があった事が示唆されている。さらには輸入された品にはひき臼の石、砥石、焼き物が見受けられ、当時の貨幣の中にはフリジア人の中で流通していた貨幣も含まれていた。町の交易品の中には布地作り、鍛冶、金細工など専門技術を要する加工品も活動していた。イネがこのハムウィッチから取り分をもらっていたかは分かっていないが、彼自身が興味を示したもの、例えば奢侈品などはここから輸入されており、恐らくはそれを扱う商人たちは王族の保護を受けていたものと思われている。ハムウィッチの人口は5,000人と推測され、これだけの人数をまかなう食料と住居を手配できるのはこの時代には王以外はあり得ない事から、イネが関与していたものと考えられている。
700年ほどからの交易の拡大はちょうどこの地域の通貨流通がテムズ渓谷上流へと拡大した時期と重なる。最初に西サクソン人の間で貨幣が造幣されたのはイネの治世においてと考えられている。しかしながらこの当時の通貨には治めている王は記されてはおらず、彼の名前を刻印したものは発見されてはいない。

## 法制

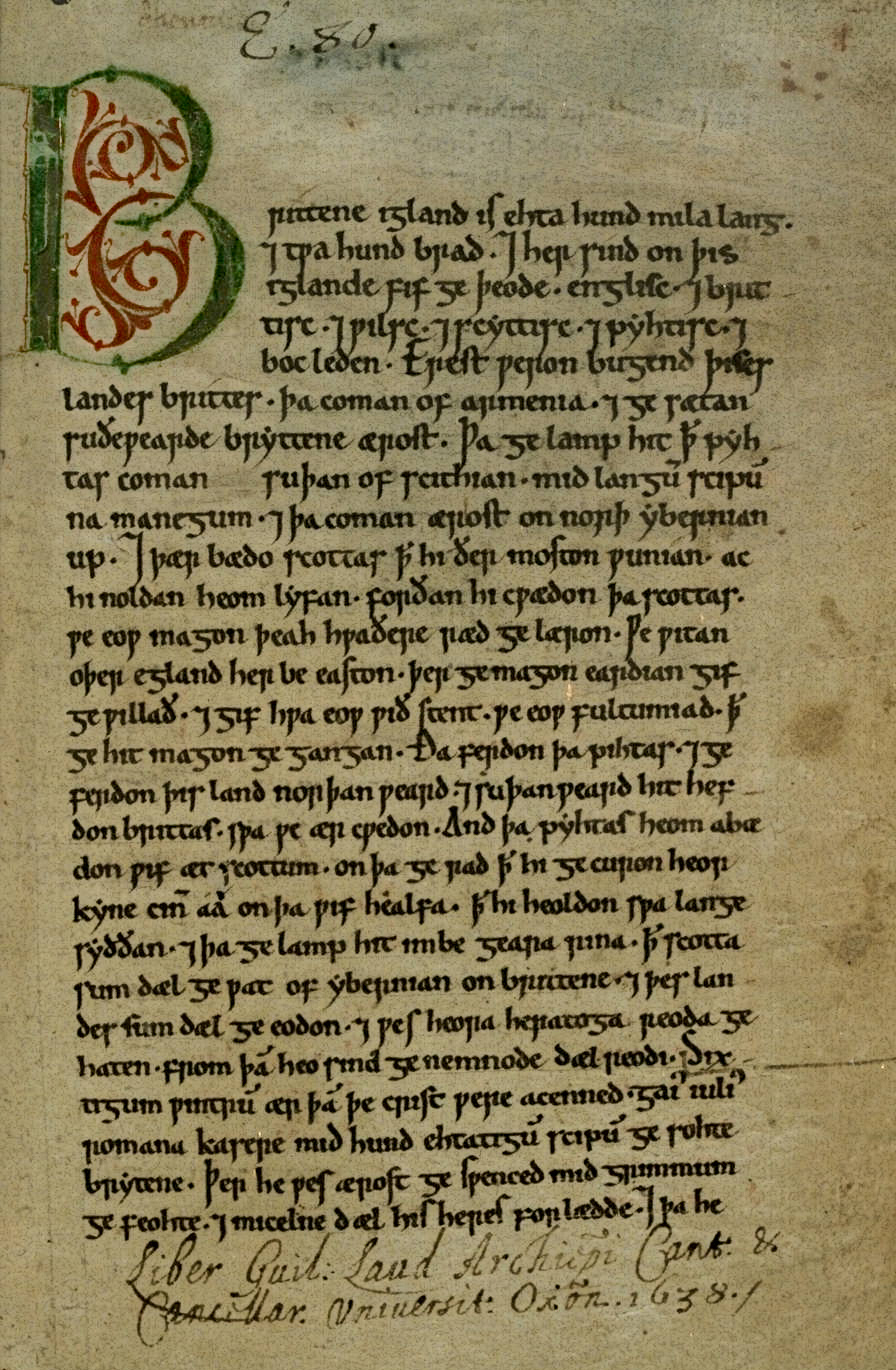
ケンブリッジ大学コーパス・クリスティ校所蔵MS173写本の最初の頁。この写本に現存するイネの法文が記載されている。

アングロサクソン社会で最初に成文法として一番古いものは602年から603年に公布されたケント王国のエゼルベルトの治世( - 616年)のものが現存している。また670年代から680年代にかけて別の法令がケント王国のフロトヘレとケント王エドリッチの名前で公布されており、その次に早く法令を作った王は西サクソン王国のイネとケント王国のウィフトレドになる。
しかしながら、ウィフトレドとイネが公布した法の詳細ははっきりとはしていないが、ウィフトレドは695年9月5日付で公布し、イネの法はそれより少し早く公布されたものとほぼ信じられている。この時までにイネはウィフトレドと前の反乱で殺された前王の兄弟ムルの賠償を巡って和議を結んだばかりで、この両者がある程度協力してそれぞれの法を制定したものと考えられている。加えて時期的に偶然にもこの両者がそれぞれ制定した法の中に内容がほとんど一致する項目が見受けられている。また両者が法文を制定する際に協力したと裏付けられる箇所として、例えばイネの法に西サクソン方言で「高貴な」という意味の「gesith」という単語が使われているが、ウィフトレドの法にその箇所にケントの言葉で同様の意味の「eorlcund」という単語が当てはめられている。憶測としてではあるが、イネとウィフリドはこの法の制定を特権者としての振る舞いとして示し、紛争の後のそれぞれの権威を回復しようと試みたものとも考えられている。
イネの法制は現存している理由はアルフレッド大王が彼の法文に注釈を加えていたからである。最も古く現存している法文はケンブリッジ大学のコーパス・クリスティ・カレッジに所蔵されるMS173写本で、また唯一の現存する完全な原文が残っている。ここにはアルフレッド大王とイネの法文、それに最古の現存するアングロサクソン年代記の原文が書かれている。さらに一部ではあるが2つの原文が現存する。ひとつは大英図書館所蔵のMS Cotton B xi写本、しかしながら1731年のアシュバーナムハウスの火災によりこの写本のかなりの部分が消失してしまい、現在ではイネの法典の66章から76章2項までが現存しているのみである。もうひとつは大英博物館所蔵のMS Burney 277写本がある。
現存する原本が必ずしも7世紀当時のイネの法典をそのまま書き写しているわけではない事は十分考えられうる。現にアルフレッド大王は自らの法典の序文にて彼は従来の法で気に食わないものは除外したと述べている。彼はイネの法の中でどれを除外したかは記してはいないが、イネの法がアルフレッドの時代にはもはや関連性のない通用しないものであったのであったのであれば、現存する法文までも残っていなかったであろうと推測されている。
序文において3人の助言者の名が記されている。その3人とはエオルチェンワルド、ヘッデという名の司教そして彼の父チェンレドである。またイネはキリストに帰依した王であり、キリスト教を推進する意図は法からもはっきりと見られる。例えばキリスト教信者に対する記述は非キリスト教信者よりも重くおされると明言されており、またキリスト教の洗礼と宗教儀式もまた明記されている。またイネの法は同時代のケントの法に比べて国内統治に非常に感心を払っている。
法には共有地が一部のチェオルル（当時のサクソン人の言葉で「自由人」の意）により占有されていた可能性をほのめかす記述がある。自らの土地に垣根を囲わないが他の土地に牛を放牧させる事を許されている自由人は他の土地に生じた損害の責任を負わねばならないとある。この記述はサクソン人の土地が共有であった事を意味しない。すなわち自由人各位が生活を営むために土地の一部を所有しており、このような比較的細かい事を王が下した法で決めなければならなかった事は注目に値する。法はまたチェオルルを従える領主の役割には何も触れてはいない。この事から、また他の法でも土地に住む者たちが領主から土地の保有を許されたのは明らかであり、このように王が関与する姿勢から領主と住人の関係は王の管理下にあった事が窺える。
牛の放牧に関する数々の法があった事はこの時代にはオープンフィールド農業が存在していた証拠となる。イネの時代にはオープンフィールド農業が実際に行われていた事を示し、イギリスミッドランド地方から北西にはリンジー、ノーザンバーランドのデイラ王国においてまで恐らくはこの農業法がまた一般的だったものと思われる。しかしながらイネの統治していたウェセックスの一部、例えばデヴォンではまだ一般的ではない農業法であったらしい。法には初めて土地の単位として「ヤード」の表記があり、これは当時の土地単位である「ハイド」の四分の一であった。「ハイド」の単位は土地ごとに異なっていたが、だいたいは120エーカーほどであったのではないかと推測されている。ここで記述された「ヤード」が後世の農奴制における一般的な小作地単位となり、「en:virgate」と転じた。「イネの法の中で後の荘園制に見られるような経済環境の始まりが見受けられる」とも評した歴史家もいる。
軍役を怠った罰金は貴族で120シリング、チェオルル（自由人）ではその半分の60シリングとされた。付随的ではあるが、これによりイネの時代には自由人も軍役に属さねばならぬ事も判明した。それまでは学者たちは自由人の軍役を疑問視していたが、この時代戦いに敗北する事は即奴隷としての隷属を意味する事もあったので全ての自由人が実際に戦うのは想像できる事ではあった。
また、ある法では殺人の容疑で告訴された人間は誰でも彼の「宣誓弁護人」の中から少なくとも一人の高位の者を弁護に求める事ができたと明記している、この「宣誓弁護人」とは容疑者にかけられた容疑を晴らすために誓いをたてたという。この法からイネは農奴が立てる誓いは信用しなかった事が窺える。またこれは時代の変化、同族同士が宣誓し合い助けられる事が求められた時代からの変化、の現れと考えられている。
法はまた征服者であるアングロサクソン人と被征服者であるブリトン人に別々の条項を記しており、支配下に置いたブリトン人に圧政的でもなければ、全く平等に扱ったわけでもなかった。すなわちこの2つの部族が不完全ながらも入り交じっていた事は地名学、宗教建築、その地方の考古学によって裏付けられ、ウェセックス西部はこの法が公布された時代他のゲルマン系移民が細々と移行していた事が判明している。注目すべき事は、ゲルマン系サクソン人の国家でサクソン人の王によって公布されたのであるが、イネはここで用語としてゲルマン人に関わる事を「Englisc」と定義している事である。ここから、このように古い段階でブリテン島に住むゲルマン系の人々の間でイギリス人としてのアイデンティティーが存在していた事が窺える。

## キリスト教
イネはキリスト教を信奉していた王であり、教会のパトロンないし保護者としての役割を担っていた。イネの下した法令に彼の助言者として、ロンドン司教エルケンワルド（エオルチェンワルド、ウィンチェスターの司教ヘッデの名が記されている。イネが言うに法令は『余の全てのエアルドルマン、参議の長、そして神の僕たる会議の』助言と賜物によって作られたものと書かれている。子供に対する洗礼あるいは教会に支払う10分の一税を怠った際の罰金の記述に当時いまだキリスト教の普及が根強く行き渡っていなかった現状が見受けられるものの、法令にはイネのキリスト教への信念が明らかにされている。イネは宗教施設のパトロンになる事で教会を保護、とくに705年にウィンチェスター司教区より分割されたシャーボーンの司教区を手厚く保護した。当初イネはシャーボーン司教区がウィンチェスター司教区から分割される事に反対しており、カンタベリー（イングランドにおけるキリスト教総本山であった）からの破門勧告を無視していたが、ウィンチェスター司教であるヘッデが没するとこれに同意した。
またイネの時代に彼の同族の女性、先のウェセックス王チェントウィネの娘ブッガ(Bugga)とイネの姉妹であるクスブルホ(Cuthburh)によって尼僧院の建設が始められ、クスブルホが夫ノーサンブリア王アルドフリス(Aldfrith)と何らかの事情で分かれてからウィンボーン修道院を建てている。アングロサクソン年代記にはイネはグラストンベリー修道院を建てたとの記録がある。これは、しかしながらすでにブリトン人によってこの地に修道院は建設されていた事から修道院の増設ないし新設を意味するものと思われる。
イネはウェセックスに置けるキリスト今日の発展を支援した者と評価されているが、この支援が彼の自発的意思によるものであったかははっきりとしていない。またイネは知られる限り最古の西サクソンでの宗教会議に関与、記述によればこの場で取り纏める議長を務め召還した聖職者の前で演説したとされる。

## 退位と王位継承
726年、イネは退位した。ベーダによれば後継者はとくに定めてはいなかったと言い、『若き者たち』に自らの王国を託しローマへと旅立ち、かの地で没したとされる。彼の前王キャドワラもまた退位しローマへと発ったのと同様であった。当時の考えでは、ローマへの旅立つ事で人は天国へ召されるようになるとされ、ベーダによればそのためにたくさんの人々がローマを訪れていたと言う。すなわち『高貴なものも平民も、俗世の者も僧侶も、男も女も斯くの如しであった』と書いている。このような潮流の中、イネもマーシア王オファも巡礼のための簡易宿泊所を設けていたと古来推測されており、『スコラ・サクソヌム(Schola Saxonum)』と呼ばれるその場所はローマの東部ボルゴにあったとされる。その名は元来ローマに駐在するサクソン人の民兵組織の事を指したが、後にイングランドからローマに来る巡礼者のための宿泊所へと発展したものだったらしい。イネの後継者はエゼルヘルドが継いた。このエゼルヘルドはイネの縁者であり、一説によるとイネの義理の兄弟だったとされる。エゼルヘルドの王位継承は他の王位継承者（エゼリンク）だったオスワルドによって異議を唱えられており、イネの退位後の不安定な余波を煽られたエゼルヘルドにはマーシアの支援があった事、両名がエゼルヘルドを王として掲げ、エゼルヘルドをマーシア王エゼルバルドの影響下に置いた可能性が示唆されている。後の王族につながる者として、718年に没したイネの兄弟インジルドがいるが、後世のウェセックス王エグバートにつながる始祖となっている。